# سينثيز بيتا-كيتواسيل- إيه سي بي I

في علم الإنزيمات ، سينثاز بروتين بيتا-كيتواسيل أسيل الناقل I ( 
ر.ت.إ

2.3.1.41

```
) هو 
إنزيم
 
يحفز
 
التفاعل الكيميائي
 الحيوي. يسمى أيضا Fab B.
```

بروتين أسيل أسيل ناقل + بروتين مالونيل أسيل ناقل {\displaystyle \rightleftharpoons } 3-oxoacyl-acyl-carrier-protein + CO 2 + acyl-carrier-protein
وبالتالي ، فإن ركيزتين من هذا الإنزيم هما بروتين أسيل-أسيل-الناقل وبروتين حامل أسيل ومالونيل ، في حين أن منتجاته الثلاثة عبارة عن بروتين ناقل 3- أوكسو أسيل أسيل وثاني أكسيد الكربون وبروتين حامل أسيل. يشارك هذا الإنزيم في التخليق الحيوي للأحماض الدهنية . ينتمي هذا الإنزيم إلى عائلة الترانسفيرازات ، وتحديداً تلك المجموعات التي تنقل الأسيل ترانسفيرازات غير مجموعات أمينوأسيل.

## التسمية
الاسم المنهجي لفئة الإنزيم هذه هو أسيل- [بروتين حامل الأسيل ]: مالونيل- [بروتين حامل الأسيل ] سي-أسيل ترانسفيراز (ينزع الكربوكسيل).
تشمل الأسماء الأخرى الشائعة الاستخدام ما يلي:
 

## اقرأ أيضا
- سينثيز بيتا-كيتواسيل- إيه سي بي II